# Cerro Toco
El Cerro Toco es un antiguo volcán, hoy dormido al igual que los otros volcanes de la zona.
Está ubicado en Chile, en la Región de Antofagasta, hoy se reconoce al cerro por ser fácilmente accesible y ser el más cercano a San Pedro de Atacama (60 kilómetros y a 160 kilómetros de Calama). 

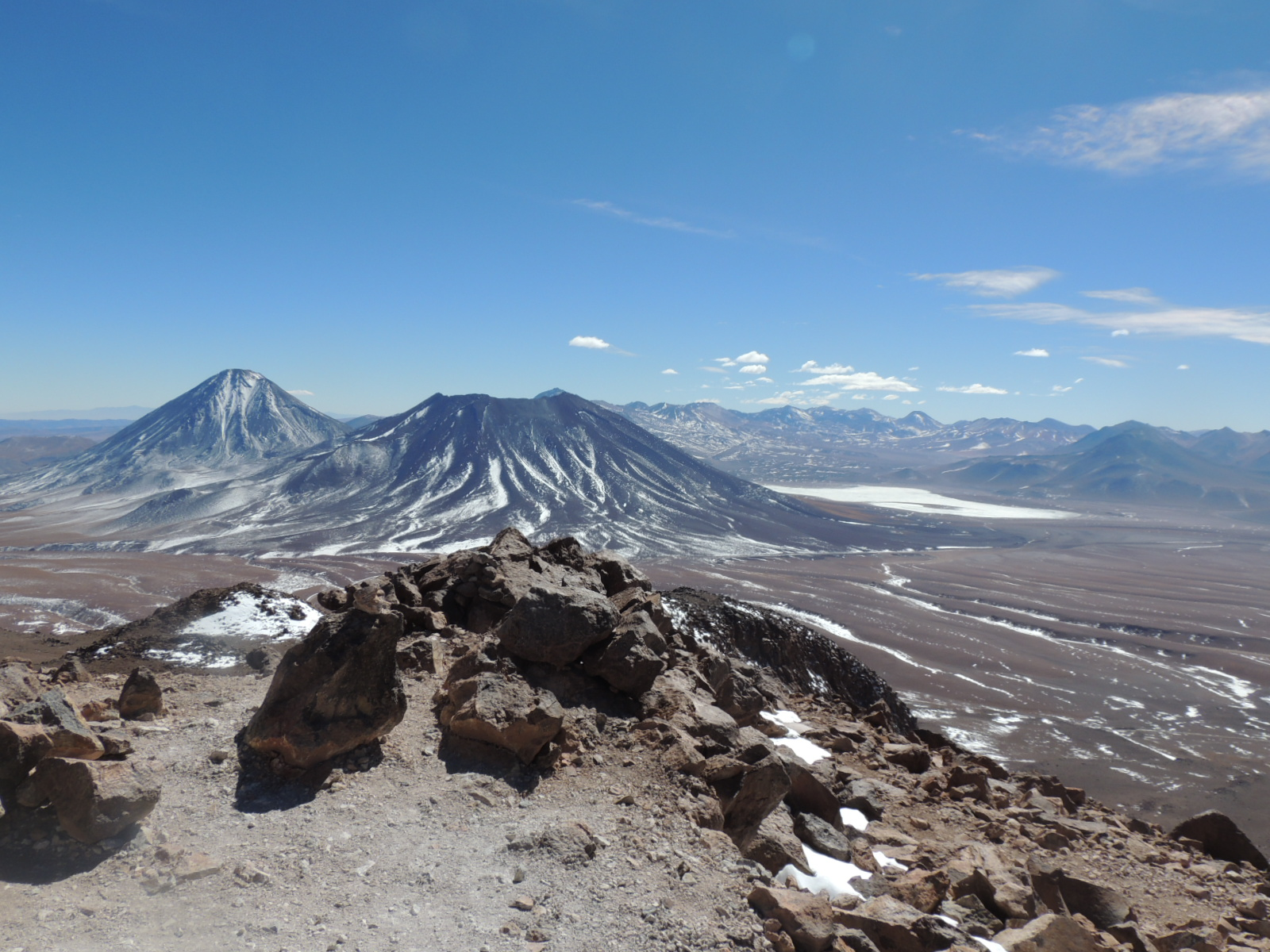
Vista desde la cima, se puede visualizar el volcán Juriques (centro) y su vecino el Licancabur (izquierda).

Pertenece al complejo volcánico de Puricó, y a los pies de su ladera suroeste se encuentra el llano de Chajnantor. 
Actualmente en el lado oeste del cerro Toco se encuentra el telescopio gregoriano Atacama Cosmology Telescope instalado en 2007, esta especializado en registrar todo el cielo en longitudes de ondas de microondas.

## Mineral producido
Hace 20 años, en su base, se extraía una cantidad de azufre que tenía como fin ser utilizado para extraer cobre en la mina de Chuquicamata, como explosivo. Aún quedan algunos vestigios de la antigua minera.

## Nombre del cerro
Toco proviene del idioma indígena kunza (dialecto de los atacameños o lickantay), Toco o Tocko significa "piedra".